# Union des administrations ferroviaires allemandes
 (mars 2022).
Si vous disposez d'ouvrages ou d'articles de référence ou si vous connaissez des sites web de qualité traitant du thème abordé ici, merci de compléter l'article en donnant les références utiles à sa vérifiabilité et en les liant à la section « Notes et références ».
L'Union des administrations ferroviaires allemandes (en allemand : Verein Deutscher Eisenbahnverwaltungen ou VDEV) est née en  1847 de l'Association des chemins de fer prussiens (Verband der preußischen Eisenbahnen), qui avait été fondée le 10 novembre 1846 par les dix administrations ferroviaires prussiennes afin de simplifier la standardisation des ressources, des équipements et des réglementations entre les différentes administrations.
À partir de 1932, elle fonctionna sous le nom de l'Union des administrations ferroviaires d'Europe centrale (Verein Mitteleuropäischer Eisenbahnverwaltungen ou VMEV).

## Référence
- (en) Cet article est partiellement ou en totalité issu de l’article de Wikipédia en anglais intitulé « Union of German Railway Administrations » (voir la liste des auteurs).

1. ↑  Suivant les sources, le nom est traduit en français par Union ou Association des administrations ferroviaires allemandes.